# السبع بنات (فلم)
السبع بنات هو فيلم مصري عرض عام 1961، بطولة سعاد حسني ونادية لطفي وزيزي البدراوي وأحمد رمزي وحسين رياض وعبد السلام النابلسي وعمر الحريري، من تأليف نيروز عبد الملك ومن إخراج عاطف سالم.

## قصة الفيلم
تدور أحداث الفيلم حول رجل مكافح في عمله لديه سبع بنات، وهو مسؤول عنهم بعد وفاة والدتهم، وتحكي القصة ظروف ثلاث من بناته الكبار، (أحلام، وداد، وسلوى)، واللاتي يقعن في الحب، لتواجه كل واحدة منهن العديد من المشكلات، وتتوالى الأحداث.

## طاقم التمثيل
- سعاد حسني: سلوى
- نادية لطفي: أحلام
- زيزي البدراوي: وداد
- أحمد رمزي: سمير
- حسين رياض: منصور أفندى
- عبد السلام النابلسي: عزيز معزوز
- عمر الحريري: فؤاد
- إكرام عزو: نوسة
- صالح سليم: نبيل
- نجوى سالم: ابنة مدير الشركة
- عبد الخالق صالح: منصور بيه مدير الشركة
- أميرة نصار: من البنات
- أميرة البدراوي: من البنات
- ميرفت عزو: من البنات
- علي كامل
- إبراهيم حشمت: الجاهورجي
- عبد المنعم سعودي: موظف بالشركة
- نور الدمرداش: فتحي
- عزيزة حلمي
- إحسان شريف: زوجة منصور مدير الشركة
- زينب صدقي: زوجة رأفت النابلسي)
- عبد الغني النجدي: ساعي الشركة
- عبد المنعم بسيوني: موظف بالشركة
- كامل أنور
- عبد الحميد بدوي
- أحمد لوكسر
- فتحية شاهين: فاطمة - مدرسة
- يعقوب ميخائيل
- علي رشدي
- زكي إبراهيم
- فيفي سعيد
- وجدي العربي: ممدوح / طفل
- جورج يوردانيدس: موظف محل الجاهورجي

## فريق العمل
- إخراج: عاطف سالم
- تأليف: نيروز عبد الملك
- مدير التصوير: محمود نصر
- مونتاج: حسنوف
- موسيقى تصويرية: فؤاد الظاهري
- إنتاج: أفلام حلمي رفلة
- توزيع: دولار فيلم

## روابط خارجية
- مقالات تستعمل روابط فنية بلا صلة مع ويكي بيانات